# Raymond Savignac
Pour les articles homonymes, voir Savignac.
Raymond Savignac, dit communément Savignac, né le 6 novembre 1907 à Paris et mort le 29 octobre 2002 à Trouville-sur-Mer, est un affichiste français.

## Biographie
Raymond Savignac est notamment l'auteur de nombreuses affiches publicitaires qui font maintenant partie du patrimoine culturel français. Le fil conducteur de ses œuvres est une simplicité efficace et une touche d'humour.
Autodidacte, il commence sa carrière d'affichiste en 1935 à l'Alliance graphique sous la tutelle de Cassandre et Charles Loupot. Mais c'est en 1949 qu'il rencontre le succès grâce notamment à une fameuse publicité pour les savons Monsavon au lait. Il disait de lui-même : « Je suis né à l'âge de quarante et un ans, des pis de la vache Monsavon[réf. nécessaire]. »
Il devient membre de l'Alliance graphique internationale en 1952.
À Trouville-sur-Mer, où il s'était retiré en 1979, le musée Montebello lui consacre une salle au sein de la galerie du musée. On y trouve ses œuvres par roulement, un film de 24 minutes où Savignac raconte la création d’une affiche, ses productions trouvillaises, ainsi qu'une borne interactive rassemblant toute la collection du musée. Son épouse Marcelle, née en 1912, est morte en 2008.
Une promenade sur la plage lui est également dédiée. On peut y voir quelques-unes des affiches qu'il a consacrées à la station balnéaire normande. Un parcours en ville a été également conçu pour découvrir les murs peints représentant des affiches locales de l'artiste. 

## Œuvres

### Affiches de films
Il est en particulier l'auteur des affiches de films d'Yves Robert (1962) La Guerre des boutons, Bébert et l'Omnibus (1963),  de Mario Monicelli : Mortadella (1971) et de Robert Bresson : Lancelot du Lac (1974).

### Publications
- Affichiste (Un Homme et son métier), Robert Laffont, 1975, 254 p..
- L'affiche de A à Z, Hoëbeke, 2001, 127 p.  (EAN 9782842301262).

## Hommages
Le nom de Raymond Savignac a été donné à un lycée de Villefranche-de-Rouergue, dans l'Aveyron.

## Expositions
La Bibliothèque Forney à Paris organise une exposition « Savignac affichiste », du 11 septembre 2001 au 26 janvier 2002. Une nouvelle exposition, « Savignac et le don La Vasselais », y est présentée du 1er août au 22 septembre 2019.